# تابستان ۵۸
تابستان ۵۸ فیلمی به کارگردانی و نویسندگی مجتبی راعی محصول سال ۱۳۶۸ است.

## خلاصه داستان
ابتدای پیروزی انقلاب اسلامی، دو دانشجو برای همکاری با نیروهای جهاد سازندگی رهسپار سیستان و بلوچستان می‌شوند.

## بازیگران
| بازیگر          | نقش       |
| --------------- | --------- |
| خسرو ضیایی      | رسول      |
| رحیم هودی       | شریف خان  |
| فریده سپاه‌منصور | زرگیسو    |
| مهدی فقیه       | جمعه      |
| سهیل احمدی      | سلمان     |
| محمود پاک‌نیت    | یارعلی    |
| محمد احمدی      | سعید      |
| رضا قاسمی       | شنبه      |
| محمد فیلی       | آشور      |
| علی اسحاقی      | سعید بخش  |
| عباس افشاریان   | ملنگ      |
| محمدرضا فرزین   | دکتر      |
| مسعود قندی      | کوزه چیان |
| نادره تشکری نیا | ماه مینو  |
| تقی جوادی       | تفنگچی    |
| مندوس پروه      | خدابخش    |
| موسی زنگشاهی    | الله مراد |
| گاجی رئیسی      | پنجشنبه   |

## یادداشت
1. ↑  به ترتیب تیتراژ
2. ↑  نوشته شده در تیتراژ